# Атемасово
Атема́сово — село в Ардатовском районе Нижегородской области России. Входит в состав Хрипуновского сельсовета.

## Этимология
Название села восходит к мордовскому имени Атемас — вероятно, по основателю села. Имя является производным от мордовских слов отя, атя — «отец», «старик» и мас — «красивый».

## Географическое положение
Село Атемасово находится на юго-западе Нижегородской области России на автомобильной дороге Ардатов — Хрипуново, на реке Ирже. Расстояние до Ардатова — 14 км к северо-западу, до Хрипунова — 5 км к юго-востоку. Атемасово также соединено просёлочными дорогами с селом Надёжином на северо-востоке (расстояние 3 км), деревней Мостовкой на востоке (2 км) и деревней Малые Паны на юго-востоке (2 км). Высота над уровнем моря около 164 метров.
Село Атемасово, как и вся Нижегородская область, находится в часовой зоне МСК (московское время). Смещение применяемого времени относительно UTC составляет +3:00.

## Административная принадлежность
Село Атемасово входит в состав Хрипуновского сельсовета Ардатовского муниципального округа Нижегородской области Российской Федерации.

## Климат
Село находится в зоне умеренно-континентального климата, который характеризуется холодной продолжительной зимой и тёплым, но достаточно коротким летом. За год выпадает в среднем 450—550 мм осадков, из них 68 % — в виде дождя и 32 % — в виде снега. Среднегодовая относительная влажность воздуха — 76 %. Снежный покров достигает 50 см, а в особо снежные зимы может достигать одного метра и более.
Весна приходит резко, обычно к середине апреля, при этом вплоть до середины мая нередки заморозки. Лето сравнительно короткое и достаточно жаркое — в отдельные годы температура может достигать 36 °C. Шапка лета приходится на июль. В конце весны и лета нередки грозы — их может случаться до 20 за год, почти каждый год выпадает град. Осень приходит в сентябре и стоит до начала ноября, но уже в сентябре нередки заморозки. Зима наступает в начале ноября и продолжается до середины марта. Обычно первый снег выпадает в октябре и держится в течение пяти месяцев, сходит к 10—15 апреля. Почва промерзает на глубину 70—90 см.
Вегетационный период составляет 189 дней, продолжительность безморозного периода — 137 дней.

## Население
| Численность населения | Численность населения | Численность населения | Численность населения | Численность населения | Численность населения | Численность населения | Численность населения | Численность населения |
| 1751                  | 1859                  | 1897                  | 1912                  | 1916                  | 1999                  | 2002                  | 2010                  | 2021                  |
| --------------------- | --------------------- | --------------------- | --------------------- | --------------------- | --------------------- | --------------------- | --------------------- | --------------------- |
| 428                   | ↗612                  | ↘607                  | ↗653                  | ↗749                  | ↘432                  | ↘386                  | ↘283                  | ↘267                  |

## Инфраструктура
В селе 7 улиц: Заречная, Зелёная, Красуха, Курмыш, Новая, Свердлова и Школьная.